# Tuteur Haus
Das Tuteur Haus ist ein sechsgeschossiges Jugendstil-Bauwerk in Berlin-Mitte an der Leipziger Straße, in der Nähe des Checkpoint Charlie und des Gendarmenmarkts. Es ist eines der wenigen Geschäftshäuser an der Leipziger Straße aus der Gründerzeit. Das Gebäude ist ein gelistetes Baudenkmal. Es wird durch die Aengevelt Immobilien vermietet.

## Geschichte

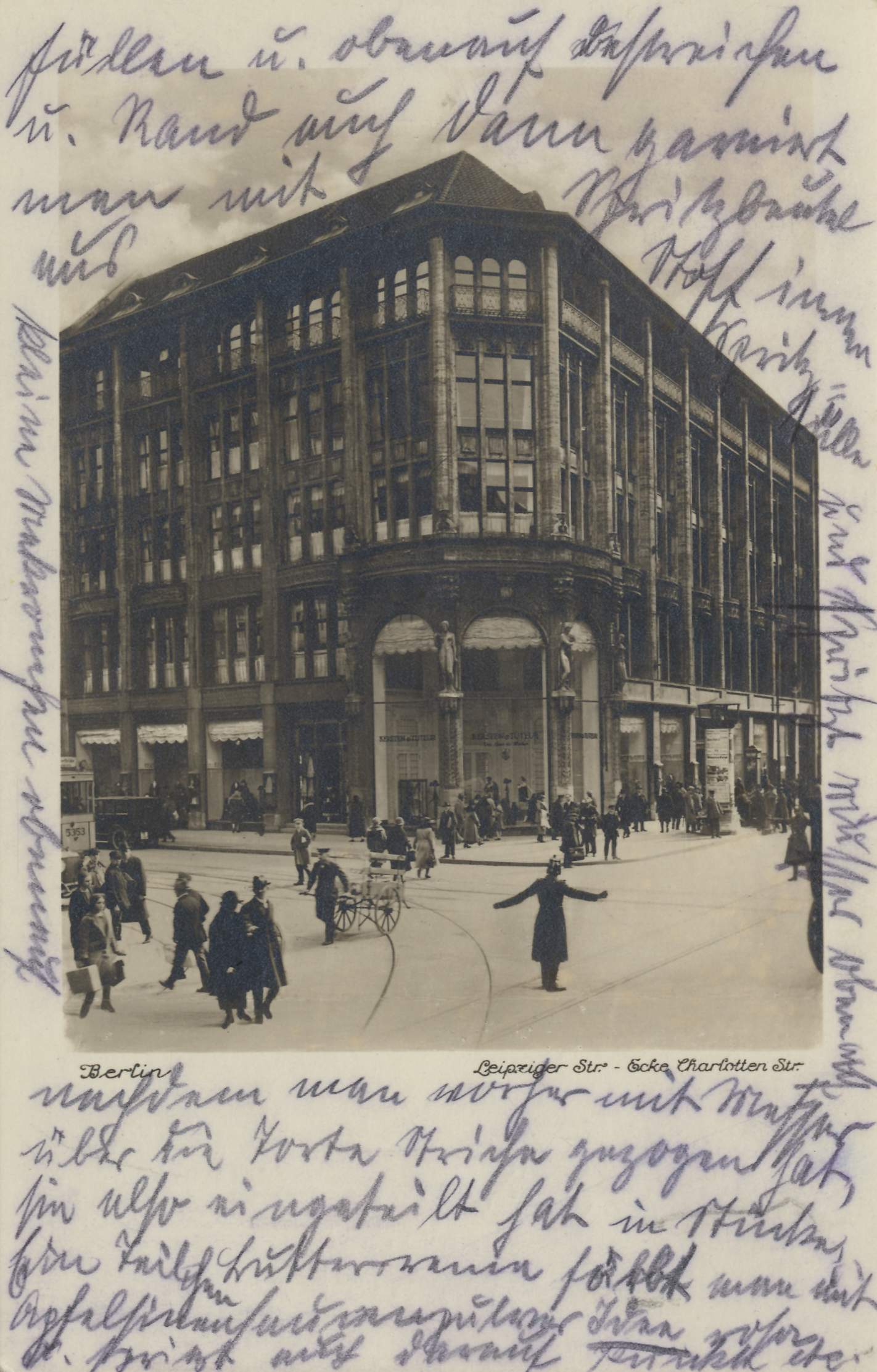
Tuteur-Haus, um 1900

Das Gebäude wurde im Jahre 1886 von C.F. Schwenke als Geschäftshaus Ullmann erbaut. Von 1912 bis 1913 wurde das Geschäftshaus von dem Eigentümer Kersten und Tuteur durch den Architekten Hermann Muthesius, nach einem beschränkten Wettbewerb, umgebaut. Muthesius ließ die neue Idee des Eckschaufensters hier zum ersten Mal realisieren. Diese Idee wurde später auch in anderen Geschäftshäusern wie dem Kaufhaus des Westens übernommen. Muthesius orientierte sich hier an einem klassizistischen Stil, der auf Sachlichkeit aufbaut. Zu Zeiten der DDR wurden der renovierten Fassade die Profile abgeschlagen und mit Elbsandsteinplatten die Pfeiler- und Lisenenflächen abgedeckt. 2006 wurde das Tuteur Haus nach der Planung des Architekturbüros Patzschke als Geschäfts- und Bürogebäude modernisiert. So wurde beispielsweise die Natursteinfassade aus Thüringer Travertin unter Einbeziehung wieder entdeckter Originalsubstanz rekonstruiert. Nicht mehr vorhanden sind jedoch die vor die Pfeiler gestellten Figuren des Bildhauers Alexander Höfer.

## Beschreibung
Der Stahlbetonskelettbau mit Kupferabdeckung wird durch die dreiteiligen, zweistöckigen Schaufenster, deren Bögen von üppiger Baudekoration eingefasst sind, charakterisiert. In die Gestaltung gliedert sich eine konsequent durchgeführte, 1910 übliche Pfeilerfassade.